# Mitra papalis
Mitra papalis es un molusco gasterópodo de la familia Mitridae de más de 10 cm de largo, del sudeste asiático.